# Дидсон, Луисиус Дон
Луисиус Дон Дидсон (фр. Louicius Don Deedson; род. 11 февраля 2001, Табарре, Западный департамент) — гаитянский футболист, нападающий клуба «Оденсе» и сборной Гаити.

## Клубная карьера
Дидсон — воспитанник клубов «Шана», «Трутье», «Ранч дела Круа-де-Буске», «Атланта Юнайтед» и футбольной академии «Калонджи». В 2019 году игрок подписал контракт с датским «Хобро». 27 сентября в матче против «Люнгбю» он дебютировал в датской Суперлиге. 21 июня 2020 года в поединке против «Эсбьерга» Луисиус забил свой первый гол за «Хобро». По итогам сезона клуб вылетел в Первую лигу Дании, но игрок остался в команде. 28 апреля 2023 года в матче против «Нюкёбинга» он сделал хет-трик.
Летом 2023 года Дидсон перешёл в «Оденсе». 23 июля в матче против «Раннерс» он дебютировал за новый клуб. 27 августа в поединке против «Видовре» Луисиус сделал «дубль», забив свои первые голы за «Оденсе».

## Международная карьера
25 марта 2021 года в отборочном матче чемпионата мира 2022 против сборной Белиза Дидсон дебютировал за сборную Гаити. В том же году в составе сборной Луисиус принял участие в Золотом кубке КОНКАКАФ. На турнире он был запасным и на поле не вышел.
13 сентября 2023 года в матче Лиги наций КОНКАКАФ против сборной Ямайки Луисиус сделал «дубль», забив свои первые голы за национальную команду.

### Голы за сборную Гаити
| #   | Дата             | Место                              | Противник | Счет | Результат | Соревнование                  |
| --- | ---------------- | ---------------------------------- | --------- | ---- | --------- | ----------------------------- |
| 01. | 13 сентября 2023 | Индепенденс Парк, Кингстон, Ямайка | Ямайка    | 0:1  | 2:2       | Лига наций КОНКАКАФ 2022/2023 |
| 02. | 13 сентября 2023 | Индепенденс Парк, Кингстон, Ямайка | Ямайка    | 0:2  | 2:2       | Лига наций КОНКАКАФ 2022/2023 |